# Jesús Vaquero
Jesús Vaquero Crespo (Madrid, 1950 – Madrid, 17 aprile 2020) è stato un chirurgo spagnolo.

## Biografia
Fu uno dei pionieri nel trattamento delle lesioni midollari.
Laureato all'Università Complutense di Madrid, nel 1992 divenne primario del reparto di neurochirurgia all'Ospedale Puerta di Hierro. Fu anche docente di neurochirurgia presso l'Università autonoma di Madrid, dove insegnò per diciotto anni. Ricoprì inoltre la Cattedra di Neuroscienze della Fondazione Rafael del Pino.
Vaquero è morto nell'aprile del 2020, vittima del coronavirus.